# Уаякокотла
Уаякокотла (исп. Huayacocotla) — город и административный центр одноимённого муниципалитета в мексиканском штате Веракрус. Численность населения, по данным переписи 2010 года, составила 5 211 человек.